# جوش بيلنغز (لاعب كرة قاعدة)
جوش بيلنغز (بالإنجليزية: Josh Billings)‏ هو لاعب كرة قاعدة أمريكي، ولد في 30 نوفمبر 1891 في Grantville, Kansas ‏ في الولايات المتحدة، وتوفي في 30 ديسمبر 1981 في سانتا مونيكا في الولايات المتحدة.